# 短尾鱊
短尾鱊（学名：Acheilognathus brevicaudatus）为輻鰭魚綱鯉形目鱊科鱊屬的其中一種，被IUCN列為極危保育類動物。其种加词“brevicaudatus”意为“短尾的”。該物種分布於中國雲南省陽宗海及撫仙湖，為特有種，棲息在中底層水域，生活習性不明，雌魚有一個產卵器，用於將卵產在雙殼貝體內，幼魚會留在貝殼中直到它們會游泳。